# Stazione di Matsushima-Kaigan
La stazione di Matsushima-Kaigan (松島海岸駅?, Matsushima-Kaigan-eki) è una stazione ferroviaria della cittadina di Matsushima, nella prefettura di Miyagi, in Giappone, ed è servita dalla ferrovia suburbana linea Senseki della JR East. La stazione dà accesso alle isole pineta di Matsushima, facenti parte dei tre scenari famosi del Giappone.

## Servizi ferroviari
East Japan Railway Company
■ Linea Senseki

## Struttura
La stazione è dotata di un marciapiede a isola con due binari passanti. Il fabbricato viaggiatori dispone di una biglietteria automatica e presenziata (aperta dalle 6:40 alle 21:00), tornelli automatici con supporto alla bigliettazione elettronica Suica, e servizi igienici.
| 1 | ■ Linea Senseki | per Hon-Shiogama, Tagajō, Sendai e Aoba-dōri |
| 2 | ■ Linea Senseki | per Takagimachi                              |

## Stazioni adiacenti
| «                | Servizio                          | »             |
| Linea Senseki    | Linea Senseki                     | Linea Senseki |
| ---------------- | --------------------------------- | ------------- |
| Rikuzen-Hamada   | ■ Locale                          | Takagimachi   |
| Higashi-Shiogama | ■ Espresso Verde ■ Espresso Rosso | Takagimachi   |